# Svagt verb
Svaga verb är inom språkvetenskap en indelning av verb i germanska språk. Svaga verb är verb vars samtliga ordformer har samma basmorfem, till exempel hoppa vars tema är hoppa, hoppade, hoppat. Detta innebär att dessa verb bildar preteritum och perfekt particip som innehåller dentalsuffix. Övriga verb är antingen starka eller oregelbundna verb.
Svaga verb tillhör första, andra och tredje konjugationerna.